# Yanic Truesdale
[carece de fontes?]
Yanic Allan Truesdale (Montreal, 17 de março de 1970) é um ator canadense com cidadania norte-americana, melhor conhecido por seu papel como Michel Gerard na série de televisão Gilmore Girls. Michel Gerard é o recepcionista do Independence Inn, e mais tarde gerente do Dragonfly Inn.

## Biografia
Truesdale estudou na Escola de Teatro Nacional do Canadá antes de sua carreira na série canadense He Shoots, He Scores. Depois de seu papel na comédia canadense "Roommates", ele foi nomeado a um Prêmio Gemini (o equivalente a um Emmy, mas canadense). Yanic também participou de uma série francesa, do canal SRC, chamada Majeur et vacciné.
Yanic Truesdale mudou-se para Nova York, onde estudou no Instituto Teatro Lee Strasberg, e subseqüentemente para Los Angeles, Califórnia, onde reside nos dias de hoje. Quando era criança, foi educado numa escola em que 99% dos alunos eram brancos. Interessou-se por teatro quando foi empregado como um ajudante de garçom, atuando no show de talentos anual deles.